# Cala Virgili
Cala Virgili o Cala Virgília és una cala verge del terme de Manacor a Mallorca, situada al sud de cala Magraner. S'hi accedeix des de la carretera a Cales de Mallorca.